# Związek Tully’ego-Fishera
Związek Tully'ego-Fishera – empiryczna zależność, jaka zachodzi między jasnością galaktyki spiralnej a prędkością rotacji znajdujących się w niej gwiazd. Po raz pierwszy została opublikowana w 1977 roku przez astronomów R.B. Tully’ego i J.R. Fishera.